# Phosphorescent (album)
A Phosphorescent Gabrielle Aplin angol énekes-dalszerző negyedik stúdióalbuma, amelyet 2023. január 6-án adott ki a Never Fade Records és az AWAL.

## Számlista
| 1.    | Skylight                | 4:00 |
| 2.    | Never Be the Same       | 3:25 |
| 3.    | Good Enough             | 3:08 |
| 4.    | Anyway                  | 3:31 |
| 5.    | Wish I Didnt Press Send | 3:40 |
| 6.    | Take It Easy            | 3:11 |
| 7.    | Don’t Know What I Want  | 2:25 |
| 8.    | Call Me                 | 3:28 |
| 9.    | Half in Half Out        | 4:04 |
| 10.   | Mariana Trench          | 3:16 |
| 11.   | Don’t Say               | 3:24 |
| 37:32 |                         |      |

## Fogadtatása
A The Irish Times az albumot három csillagra értékelte: Lauren Murphy szerint néhol következetlen, néhol igazán élvezhető. Szerinte egyes dalok szövege klisészerű, másoké biztató. Josh Abraham, a Clash szerzője a Skylight, az I Wish I Didn’t Press Send és a Take It Easy szövegét méltatta.

## Helyezések
| Lemezeladási lista (2023) | Legjobb helyezés |
| ------------------------- | ---------------- |
| Scottish Albums           | 3                |
| UK Albums                 | 15               |

## Kiadás
| Régió | Dátum           | Formátum                     | Kiadó                    | Források          |
| ----- | --------------- | ---------------------------- | ------------------------ | ----------------- |
| Több  | 2023. január 6. | CD, LP, digitális, streaming | Never Fade Records, AWAL | [ 6 ] [ 7 ] [ 8 ] |

## Fordítás
- Ez a szócikk részben vagy egészben  a   Phosphorescent (album) című angol Wikipédia-szócikk ezen változatának fordításán alapul.  Az eredeti cikk szerkesztőit annak laptörténete sorolja fel. Ez a jelzés csupán a megfogalmazás eredetét és a szerzői jogokat jelzi, nem szolgál a cikkben szereplő információk forrásmegjelöléseként.